# Лемішенко Андрій Миколайович
Андрі́й Микола́йович Леміше́нко (1978—2023) — молодший сержант Збройних Сил України, учасник російсько-української війни, який загинув у ході російського вторгнення в Україну. Повний кавалер ордена «За мужність».

## Життєпис
Народився 1978 року в м. Христинівка на Черкащині. У дитячому віці його сім'я переїхала в м. Прип'ять Київської області. У 1986 після катастрофи на Чорнобильській АЕС родина переїхала до м. Енергодар Запорізької області. Там Андрій закінчив школу, працював на Запорізькій атомній електростанції.
У 2014 році вступив до лав Збройних сил України, брав участь в АТО на сході України. У 2020 році уклав контракт із ЗСУ.
Під час російського вторгнення в Україну в 2022 році був командиром машини — командиром штурмового відділення окремого штурмового батальйону «Айдар».
У вересні 2022 року нагороджений орденом «За мужність» ІІІ ступеня, а в березні 2023 — орденом «За мужність» ІІ ступеня.
Загинув 15 березня 2023 року в Донецькій області.
Похований у м. Черкаси.

## Нагороди
- Орден «За мужність» I ступеня (11.08.2023) (посмертно) — за особисту мужність, виявлену у захисті державного суверенітету та територіальної цілісності України, самовіддане виконання військового обов'язку[3];
- орден «За мужність» IІ ступеня (10.03.2023) — за особисту мужність, виявлену у захисті державного суверенітету та територіальної цілісності України, самовіддане виконання військового обов'язку[4];
- орден «За мужність» IІІ ступеня (6.09.2022) — за особисту мужність і самовіддані дії, виявлені у захисті державного суверенітету та територіальної цілісності України, вірність військовій присязі[5].